# Pseudotrichonotus xanthotaenia
Pseudotrichonotus xanthotaenia är en fiskart som beskrevs av Nikolai V. Parin 1992. Pseudotrichonotus xanthotaenia ingår i släktet Pseudotrichonotus och familjen Pseudotrichonotidae. Inga underarter finns listade i Catalogue of Life.